# ارتقاء فروش

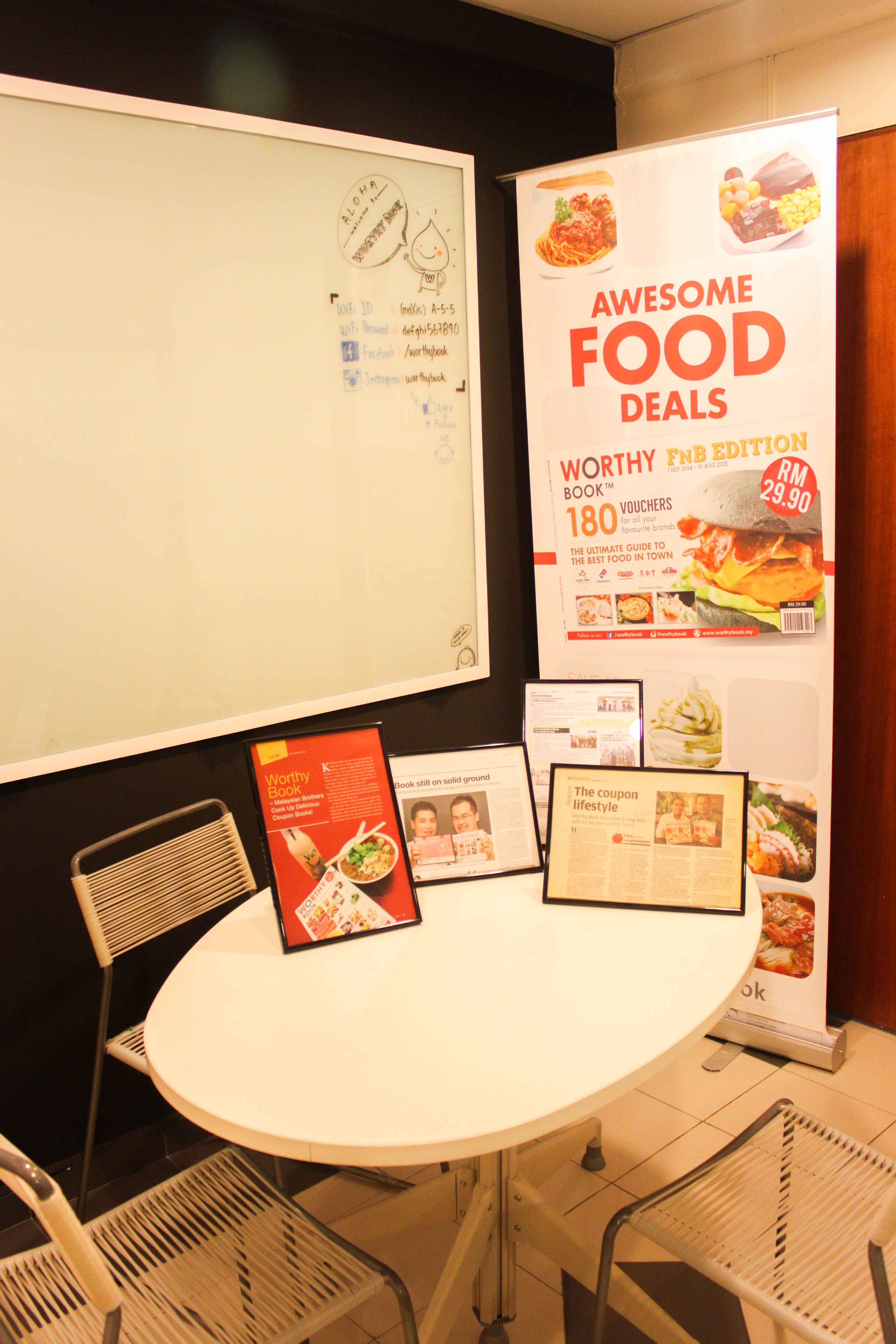
ارتقاء فروش

ارتقاء فروش (به انگلیسی: Sales promotion) یکی از عناصر آمیختهٔ تبلیغاتی است. عناصر اصلی درآمیخته تبلیغاتی یا پروموشن میکس عبارتند از تبلیغات، 
فروش شخصی، بازاریابی مستقیم و تبلیغات/روابط عمومی. تبلیغات فروش از ارتباطات بازاریابی رسانه ای و غیر رسانه ای برای مدت زمان از پیش تعیین شده و محدود برای افزایش تقاضای مصرف‌کننده، تحریک تقاضای بازار یا بهبود در دسترس بودن محصول استفاده می‌کند. به عنوان مثال می‌توان به مسابقات، کوپن، رایگان، نمایش نقاط خرید، حق بیمه، جوایز، نمونه محصولات و تخفیف‌ها اشاره کرد.
ارتقاءفروش می‌تواند برای مشتری، کارکنان فروش یا اعضای کانال توزیع (مانند خرده فروشان) انجام شود. پروموشن فروش برای مصرف‌کننده تبلیغات فروش مصرف‌کننده نامیده می‌شود. پروموشن فروش برای خرده فروشان و عمده فروشی تبلیغات فروش تجاری نامیده می‌شود.
ترفیع فروش شامل چندین فعالیت ارتباطی است که سعی می‌کند ارزش افزوده یا مشوق‌هایی را برای مصرف‌کنندگان، عمده فروشان، خرده فروشان یا سایر مشتریان سازمانی ایجاد کند تا فروش فوری را تحریک کند. این تلاش‌ها می‌تواند باعث تحریک علاقه، آزمایش یا خرید محصول شود. نمونه‌هایی از سیستم‌های که در پروموشن فروش استفاده می‌شوند شامل کوپن، سمپل، حق بیمه، نمایش نقطه خرید (POP)، مسابقه، تخفیف و قرعه کشی است.
ترویج فروش برای جذب مشتریان جدید، حفظ مشتریان فعلی، مقابله با رقبا و استفاده از فرصتهایی که در تحقیقات بازار آشکار می‌شود، اجرا می‌شود. این فعالیت شامل فعالیتهای درونی و بیرونی برای افزایش فروش شرکت است. فعالیتهای تبلیغاتی بیرونی از فروش شامل پروموشن، تبلیغات، فعالیتهای روابط عمومی و رویدادهای فروش ویژه است. در داخلی فعالیت‌های تبلیغاتی فروش شامل نمایش پنجره‌ها، نمایش محصولات و مطالب تبلیغاتی و برنامه‌های تبلیغاتی مانند جوایز برتر و مسابقات است
پروموشن فروش اغلب به صورت تخفیف ارائه می‌شود. تخفیفات بر طرز فکر و رفتار مصرف‌کنندگان هنگام خرید تأثیر می‌گذارد. میزان پس‌اندازها و موقعیت آن می‌تواند بر دید مصرف‌کنندگان به محصول و تصمیم خرید آنها تأثیر بگذارد. دو تخفیف رایج عبارتند از تخفیف قیمت ("اقلام در فروش") و بسته‌های پاداش ("اقلام عمده"). تخفیفات قیمت عبارت است از کاهش فروش اولیه تا درصد معینی در حالی که بسته‌های جایزه معاملاتی هستند که در آنها مصرف‌کننده بیشتر از قیمت اصلی دریافت می‌کند. بسیاری از شرکت‌ها انواع مختلفی از تخفیف‌ها را در تبلیغات ارائه می‌دهند، به این امید که مصرف‌کنندگان را متقاعد کنند که محصولات را بخرند.

## ارتقاء فروش: تعریف
پروموشن فروش نشان دهنده انواع تکنیک‌هایی است که برای تحریک خرید محصول یا نام تجاری استفاده می‌شود. تبلیغات فروش در ارتباطات بازاریابی و استراتژی برند نقش تاکتیکی و نه استراتژیک دارد، همچنین نوعی تبلیغات است که در مدت زمان کوتاهی مورد استفاده قرار می‌گیرد. محققان فرهنگمهر و بریتو، تعاریف تبلیغات فروش در متون و مجلات بازاریابی را مرور کردند و مجموعه ای از ویژگی‌های مشترک ارتقاء فروش را مشخص کردند، از جمله
اثرات کوتاه مدت و مدت زمان.
عمل می‌کند و فقط بر آخرین مرحله فرایند خرید تأثیر می‌گذارد.
نقش ثانویه را در ارتباط با سایر اشکال ارتباطات بازاریابی نشان می‌دهد.
نقش جانبی را در مورد مزایای اصلی محصولات انجام می‌دهد
این یک تکنیک واحد نیست، بلکه مجموعه ای از تکنیک‌ها است که برای یک هدف خاص استفاده می‌شود
هم تولیدکنندگان و هم خرده فروشان از پروموشن فروش استفاده گسترده‌ای می‌کنند. پروموشن فروش تحت حمایت خرده فروشان برای مصرف‌کنندگان انجام می‌شود. تولیدکنندگان از دو نوع ارتقاء فروش استفاده می‌کنند، یعنی
1. پروموشن فروش مصرف‌کننده: مارکتینگ پروموشن فروش که برای مصرف‌کنندگان یا کاربران نهایی طراحی شده‌است و برای تحریک خرید واقعی طراحی شده‌است
2. پروموشن تجاری:ترید مارکتینگ تبلیغات فروش با هدف تجارت، به ویژه برای خرده فروشان، برای افزایش فروش به خرده فروشان، حمل محصول یا مارک تجاری یا حمایت از خرده فروش در پروموشن مصرف‌کننده طراحی شده‌است.

## انواع تبلیغات فروش مصرف‌کننده
پروموشن فروش مصرف‌کننده تکنیک‌های کوتاه مدتی هستند که برای دستیابی به اهداف کوتاه مدت طراحی شده‌اند، مانند تحریک خرید، تشویق ترافیک فروشگاه یا صرفاً ایجاد هیجان برای یک محصول یا نام تجاری. تکنیک‌های تبلیغات سنتی فروش عبارتند از:
- معامله قیمت: کاهش موقت قیمت، مانند 50 off تخفیف.
- برنامه پاداش وفاداری: مصرف‌کنندگان با خرید امتیاز یا اعتبار جمع‌آوری می‌کنند و آنها را برای پاداش استفاده می‌کنند.
- معامله بدون تخفیف: نام تجاری را با قیمت پایین‌تر ارائه می‌دهد. کاهش قیمت ممکن است درصدی باشد که روی بسته مشخص شده‌است.
- معامله قیمت-بسته/بسته‌های پاداش: بسته‌بندی درصد مشخصی از محصول را با همان قیمت (به عنوان مثال، ۲۵ درصد اضافی) به مصرف‌کننده ارائه می‌دهد. این نوع دیگری از معامله است «که در آن بیشتر محصولات با همان قیمت به مشتریان ارائه می‌شود.» به عنوان مثال، یک شرکت فروش ممکن است بسته‌ای به مشتریان خود پیشنهاد دهد که در آن می‌توانند دو محصول را به قیمت یک محصول دریافت کنند. در این سناریوها، این بسته پاداش به عنوان یک سود به حساب می‌آید زیرا خریداران معتقدند که آنها یک محصول رایگان دریافت می‌کنند. خرید بسته پاداش، اما همیشه برای مصرف‌کننده مفید نیست. گاهی اوقات مصرف‌کنندگان برای کالایی که معمولاً نمی‌خریدند اگر در بسته پاداش نبود هزینه می‌کنند. در نتیجه، اقلام خریداری شده در یک بسته پاداش اغلب هدر می‌رود و به عنوان یک «ضرر» برای مصرف‌کننده تلقی می‌شود.
- کوپن: کوپن‌ها به مکانیزمی استاندارد برای تبلیغات فروش تبدیل شده‌اند.
- رهبر ضرر: قیمت یک محصول محبوب به‌طور موقت زیر هزینه تولیدکاهش می‌یابد تا سایر فروشهای سودآور را تحریک کند
- درج مستقل (FSI): یک دفترچه کوپن برای خرید در روزنامه محلی درج می‌شود.
- توزیع کنندگان پرداخت: در هنگام پرداخت، به مشتری کوپنی بر اساس محصولات خریداری شده داده می‌شود.
- کوپن موبایل: کوپن‌ها بر روی تلفن همراه در دسترس هستند. مصرف‌کنندگان این پیشنهاد را با موبایل به فروشنده برای دریافت تخفیف نشان می‌دهند.
- بازی تبلیغاتی تعاملی آنلاین: مصرف‌کنندگان یک بازی تعاملی مرتبط با دیدن محصول تبلیغ شده امکانات دیافت می‌کنند.
- تخفیف‌ها: اگر رسید و بارکد به تهیه‌کننده ارسال شود، به مصرف‌کنندگان بازپرداخت پیشنهاد می‌شود.
- مسابقات/قرعه کشی/بازی: مصرف‌کننده به‌طور خودکار با خرید محصول وارد رویداد می‌شود.
- نمایشگرهای نقطه فروش:

1. قطع کننده راهرو یا استند سرشلف: علامتی که از قفسه به راهرو می‌افزاید.
2. دانگلر: علامتی که وقتی مصرف‌کننده از کنار آن عبور می‌کند تکان می‌خورد.
3. پالت: سطل پر از محصولات که داخل آن ریخته شده‌است.
4. Glorifier: مرحله کوچکی است که محصول را بالاتر از سایر محصولات قرار می‌دهد.
5. ووبلر: علامتی که تکان می‌خورد.
6. تخته نوشته: تخته ای که روی آن پیامها با مداد رنگی نوشته می‌شود.
7. نکر: کوپنی که روی «گردن» بطری قرار می‌گیرد.
8. الکترولومینسنت: نور متحرک با انرژی خورشیدی در حال حرکت.
9. کودکان از غذاهای ویژه رایگان استفاده می‌کنند: با ارائه ۱ وعده غذایی رایگان با هر وعده غذایی معمولی که خریداری می‌کنید، کل مبلغ غذا را تخفیف می‌دهد.
10. نمونه‌گیری یا سمپلینگ: مصرف‌کنندگان پس از آزمایش یک نمونه یا سمپل را به صورت رایگان دریافت می‌کنند و سپس می‌توانند تصمیم بگیرند که خرید کنند یا خیر.

فناوری‌های جدید طیف وسیعی از فرصت‌های جدید را برای پروموشن فروش فراهم کرده‌است. کارت‌های وفاداری، دستیاران خرید شخصی، برچسب‌های قفسه‌های الکترونیکی یا کی او ار کد و نمایش تبلیغات الکترونیکی یا پوتنیفیکشن‌ها امکان ارتباطات شخصی تر و اطلاعات هدفمندتر را در هنگام خرید فراهم می‌کند. به عنوان مثال، خریداران ممکن است هنگام نزدیک شدن به محصول در یک راهرو خاص، هشدارهای مربوط به پیشنهادات ویژه را دریافت کنند.

## تکنیک‌های ارتقاء فروش در ترید مارکتینگ یا بی تو بی
- تخفیفات دوره ای: انگیزه کوتاه مدت برای تحریک خرده فروش به انبار کردن محصول ارائه می‌شود.
- لودر فروشنده: انگیزه ای است که برای تحریک خرده فروش به خرید و نمایش محصول ارائه می‌شود.
- مسابقه تجاری: مسابقه ای برای پاداش خرده فروشان که بیشترین محصول را می‌فروشند.
- نمایشگرهای نقطه خرید: برای ایجاد اشتیاق "تکانشی" خرید و فروش محصول در محل استفاده می‌شود.
- برنامه‌های آموزشی: کارکنان فروشنده در فروش محصول آموزش می‌بینند.
- پول فشار: همچنین به عنوان "spiffs" شناخته می‌شود. کمیسیون اضافی به کارکنان خرده فروشی پرداخت می‌شود تا محصولات را تحت فشار قرار دهند برای فروش بیشتر.
- تخفیفات تجاری (تخفیف‌های کاربردی نیز نامیده می‌شود): اینها پرداختی به اعضای کانال توزیع یا عوامل فروش برای انجام برخی از عملکردها است.